# 針短吻獅子魚
針短吻獅子鱼，为輻鰭魚綱鮋形目杜父魚亞目狮子鱼科的其中一種。分布於西南大西洋區阿根廷南部海域。為深海魚類，棲息在水深750公尺的海域，魚體腹部淡粉紅色，尾鰭圓形，鰓裂胸鰭上方基底，不具幽門盲囊，背鰭軟條42枚；臀鰭軟條38枚；脊椎骨47個，體長可達5.5公分，生活習性不明。